# Sites mégalithiques du Tarn
Les sites mégalithiques du Tarn sont relativement nombreux et diversifiés. Ils datent essentiellement du Néolithique final. Les dolmens sont peu nombreux et relèvent d'une architecture simple, commune à tous les dolmens caussenards. Les menhirs sont plus fréquents mais ils demeurent de taille modeste. Le mégalithisme départemental se démarque principalement par son exceptionnelle concentration de statues-menhirs dans le sud-est du territoire.

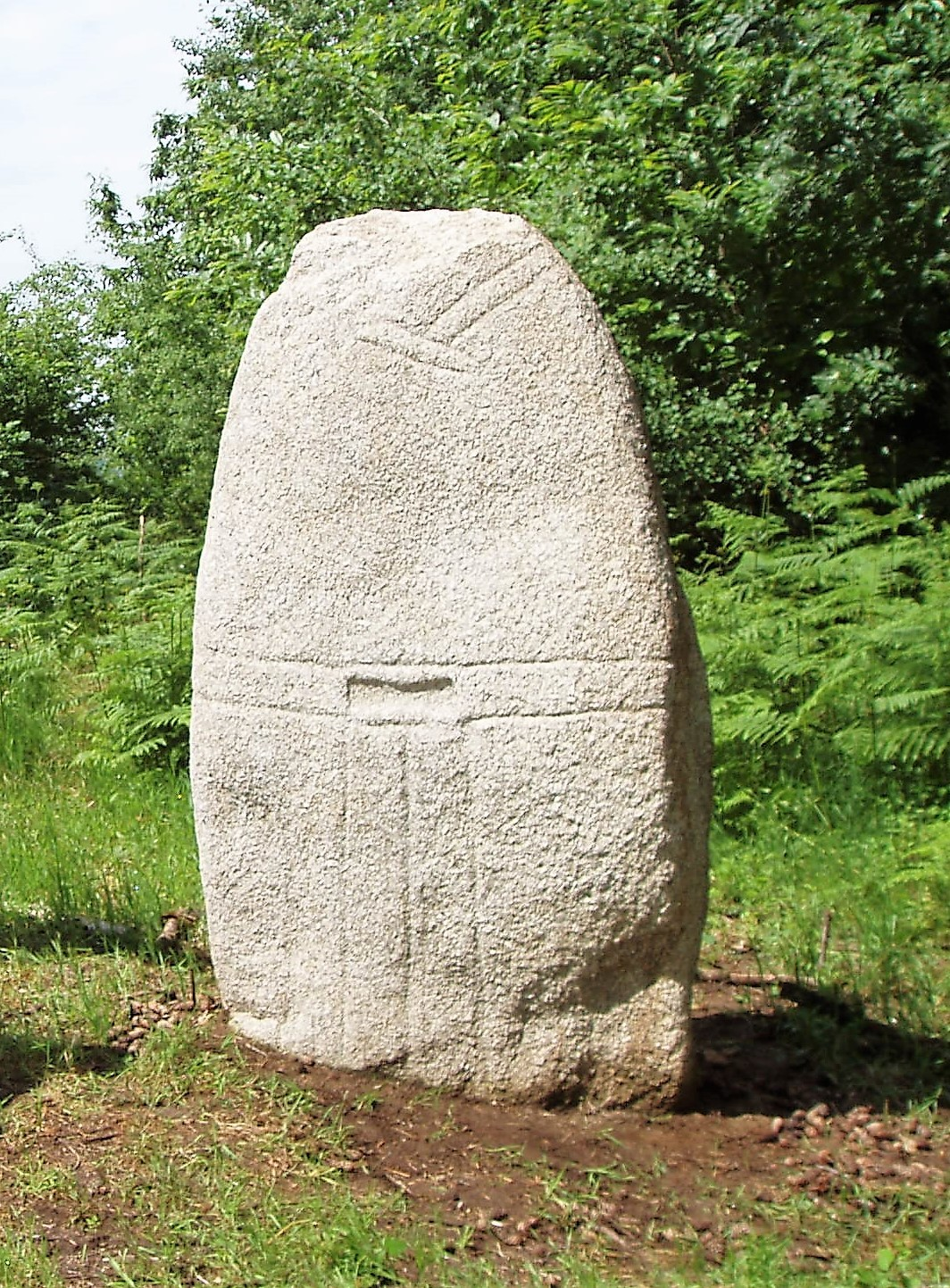
Statue-menhir du Baissas.

## Caractéristiques générales
| \| Albi Castres \| Répartition géographique des sites mégalithiques. · : dolmen - : menhir - : autre site mégalithique |
| Albi Castres |

Trente-cinq dolmens ont été dénombrés dans le département du Tarn, dont quelques monuments douteux qui sont en réalité des curiosités naturelles (Peyro Estampo, pseudo-dolmen de la Récuquelle, dolmen de Forblanquet). Vingt-trois d'entre eux sont concentrés dans le nord-ouest du département sur des terrains calcaires correspondant à l'extrémité méridionale du Bas-Quercy, quatre dans le Ségala, quatre sur le plateau d'Anglès, deux dans les monts de Lacaune et deux dans la Montagne Noire. Tous les dolmens sont de type simple, composés de deux à trois montants supportant une unique table de couverture, ce type d'architecture, dit « dolmen caussenard », étant très fréquent dans le Lot et l'Aveyron voisins, à l'exception du dolmen du Cayrou de l'Empiri, unique dolmen à couloir recensé dans le département. La roche utilisée est la roche locale et les chambres funéraires sont de petite taille. L'exemple le plus emblématique est celui de la Peyrelevade. La plupart des tumulus ont disparu, quand ils demeurent ou que leurs vestiges sont identifiables, il apparaît qu'il s'agit de tumuli circulaire, avec la chambre funéraire en position centrale, ou elliptique.
Les menhirs sont beaucoup plus nombreux. Quelques monuments vont par paire (menhirs de Montalbo, les Deux Sœurs, Pierres du Rascas) mais un seul alignement est connu, celui de Grèzes près de Vaour, désormais détruit. Ils sont concentrés dans la partie sud-est du département. Ils ont été édifiés avec des blocs naturels bruts, quelques-uns ont bénéficié d'une régularisation des côtés et du sommet par épannelage ou bouchardage. Les quatre menhirs de la Gante se distinguent par leur homogénéité stylistique, véritable canon mégalithique. Simples dalles en calcaire dressées au nord du département, ou pierres brutes et trapues dans le Ségala, leurs formes s'arrondissent en amande dans les monts de Lacaune et elles deviennent presqu'anthropomorphes dans la Montagne Noire.
Le trait le plus original du mégalithisme départemental est l'exceptionnelle concentration de statues-menhirs dans le sud-est du territoire. Elles appartiennent toutes au groupe dit Rouergat qui s'est développé entre les vallées du Dadou, de la Sorgues, de l'Agout, la Montagne noire et les Monts de l'Espinouse. Près d'une trentaine sont connues et de nouvelles découvertes surviennent encore. Certaines sont inachevées et plusieurs ont été mutilées. Certaines atteignent à peine 1 m de hauteur mais la plus grande (la Peyro-Lebado de Lacaune) atteint 3,50 m. Elles sont généralement classées en deux sous-groupes : le statues-menhirs dites rodeziennes et les statues-menhirs dites saint-ponniennes. Les statues-menhirs rodéziennes sont moins nombreuses, elles sont taillées en forme d'amande et mesurent au mieux 1,70 m de hauteur. Sur ces statues, le visage parait écrasé. Les statues-menhirs saint-poniennes se concentrent entre Lacaune et Murat-sur-Vèbre. Leur hauteur est plus grande, tout particulièrement pour le statues masculines aux côtés rectilignes.

## Éléments de datation
Les chambres funéraires des dolmens retrouvées intactes sont extrêmement rares. Les ossements humains recueillis y sont trop peu nombreux ou en mauvais état et ne permettent pas une datation fiable au radiocarbone, sans parler des pollutions chronologiques dues aux réoccupations protohistoriques et plus tardives. Le matériel archéologique (perles, boutons perforés en « V », parures) découvert témoigne d'une utilisation au Néolithique final et relève de plusieurs cultures (Chasséen, Campaniforme, Chalcolithique) avec des réutilisations au début de l'Âge du fer, pendant la période gallo-romaine et même au Moyen Âge.
Si la datation des menhirs est toujours problématique, celle des statues-menhirs l'est tout autant d'autant que la plupart n'ont pas été découvertes en place mais en réutilisation dans des constructions diverses ou déplacées en bordure de champs.

## Inventaire non exhaustif
| Monument                                   | Commune                 | Remarque                                                                   | Protection                                                             | Coordonnées                                                                  | Illustration                                      |
| ------------------------------------------ | ----------------------- | -------------------------------------------------------------------------- | ---------------------------------------------------------------------- | ---------------------------------------------------------------------------- | ------------------------------------------------- |
| Menhir d'Aupillac                          | Aiguefonde              |                                                                            |                                                                        | enterré                                                                      |                                                   |
| Pierre des Souihols                        | Aiguefonde              | menhir incertain                                                           |                                                                        |                                                                              |                                                   |
| Dolmen d'Alban                             | Alban                   | autre nom Palet de Notre-Dame                                              |                                                                        | 43° 53′ 12″ N, 2° 26′ 58″ E                                                  |                                                   |
| Menhir d'Alban                             | Alban                   | autre nom Palet du Diable                                                  |                                                                        | 43° 53′ 12″ N, 2° 27′ 11″ E                                                  |                                                   |
| Dolmen du Cayrou de l'Empiri               | Alos                    |                                                                            | détruit en 1974                                                        |                                                                              |                                                   |
| Dolmen de Fortbanquet                      | Anglès                  |                                                                            |                                                                        | 43° 32′ 10″ N, 2° 33′ 43″ E                                                  |                                                   |
| Menhir de la Crosse                        | Anglès                  |                                                                            |                                                                        | 43° 30′ 24″ N, 2° 37′ 12″ E                                                  |                                                   |
| Statue-menhir des Jouclas                  | Anglès                  |                                                                            |                                                                        | 43° 35′ 11″ N, 2° 34′ 21″ E                                                  |                                                   |
| Menhir de la Croix de la Barraque          | Barre                   |                                                                            |                                                                        |                                                                              |                                                   |
| Menhir du Plo de la Matte                  | Barre                   | autres noms menhir du Plo de la Mothe ou de Fabet ou de Las Roques A       |                                                                        |                                                                              |                                                   |
| Statue-menhir de Cantoul                   | Barre                   |                                                                            |                                                                        |                                                                              |                                                   |
| Statue-menhir de Combeynart                | Barre                   |                                                                            | Inscrit MH (2019)                                                      | 43° 44′ 04″ N, 2° 49′ 11″ E                                                  | de Combeynart                                     |
| Menhir de Faufarat                         | Le Bez                  | autre nom menhir de Bonnery                                                |                                                                        |                                                                              |                                                   |
| Menhirs de l'Aveugle                       | Le Bez                  | 3 menhirs autre nom menhirs de la Bayourthe                                |                                                                        |                                                                              |                                                   |
| Menhir de Tesouliers                       | Le Bez                  | autre nom : menhir de la Monjarié                                          | remployé comme support du monument aux morts du Corps Franc du Sidobre | 43° 37′ 39″ N, 2° 25′ 56″ E                                                  | Menhir de Tesouliers                              |
| Menhir de La Vergne                        | Le Bez                  |                                                                            |                                                                        |                                                                              |                                                   |
| Statue-menhir du Baissas                   | Le Bez                  |                                                                            |                                                                        | 43° 38′ 50″ N, 2° 25′ 08″ E                                                  | Statue-menhir du Baissas                          |
| Statue-menhir de la Croix de Guior         | Le Bez                  |                                                                            |                                                                        |                                                                              |                                                   |
| Statue-menhir de Guior-Haut                | Le Bez                  |                                                                            |                                                                        | 43° 37′ 54″ N, 2° 25′ 54″ E                                                  | Statue-menhir de Guior-Haut                       |
| Statue-menhir de la Monjarié               | Le Bez                  | autre nom statue-menhir du Secun, statue-menhir de Tesouliès ou Tessouliès |                                                                        | 43° 39′ 32″ N, 2° 25′ 22″ E                                                  | Statue-menhir de la Monjarié                      |
| Statue-menhir de Montagnol                 | Le Bez                  |                                                                            | conservée au centre d'interprétation des mégalithes à Murat-sur-Vèbre  |                                                                              |                                                   |
| Statue-menhir du Vergnas                   | Boissezon               |                                                                            | copie au centre d'interprétation des mégalithes à Murat-sur-Vèbre      | 43° 35′ 16″ N, 2° 23′ 40″ E                                                  | Statue-menhir du Vergnas                          |
| Dolmen de la Carelle                       | Bout du Pont de Larn    |                                                                            |                                                                        | 43° 30′ 41″ N, 2° 26′ 00″ E                                                  |                                                   |
| Menhir de Périlhou                         | Brassac                 |                                                                            |                                                                        |                                                                              |                                                   |
| Statue-menhir de Crouxigues                | Brassac                 |                                                                            | collection privée                                                      |                                                                              |                                                   |
| Dolmen de la Glévade                       | Burlats                 |                                                                            | disparu                                                                |                                                                              |                                                   |
| Menhir de la Cazalarié                     | Burlats                 |                                                                            | disparu                                                                |                                                                              |                                                   |
| Dolmen des Teulières                       | Cahuzac-sur-Vère        | autre nom : dolmen d’Istricou                                              | Inscrit MH (1993)                                                      | 43° 58′ 32″ N, 1° 51′ 35″ E                                                  |                                                   |
| Menhir de la Plaine de Fontanelle          | Cambounès               |                                                                            |                                                                        |                                                                              |                                                   |
| Menhir du Roupart                          | Cambounès               |                                                                            |                                                                        |                                                                              |                                                   |
| Statue-menhir de Bouissa Quillat           | Cambounès               |                                                                            |                                                                        |                                                                              |                                                   |
| Statue-menhir de Fontbelle                 | Cambounès               |                                                                            |                                                                        | 43° 35′ 49″ N, 2° 25′ 37″ E                                                  | Statue-menhir de Fontbelle                        |
| Statue-menhir de la Plano                  | Cambounès               |                                                                            |                                                                        |                                                                              |                                                   |
| Peyro Levado                               | Crespin                 | dolmen                                                                     |                                                                        | 44° 03′ 00″ N, 2° 17′ 44″ E                                                  |                                                   |
| Statues-menhirs de Flamenc                 | Curvalle                | 2 statues-menhirs                                                          | Inscrit MH (2019)                                                      | conservées au musée communal de Miolles                                      |                                                   |
| Statue-menhir du Puech de Cabanettes       | Curvalle                | Donnée par son propriétaire au Musée de Miollès                            | conservée au musée communal de Miollés                                 |                                                                              |                                                   |
| Statue-menhir d'Escroux                    | Escroux                 |                                                                            | détruite                                                               |                                                                              |                                                   |
| Statue-menhir de la Borie de Blavy         | Escroux                 |                                                                            | Inscrit MH (2019)                                                      |                                                                              |                                                   |
| Menhir de la Bonnefont                     | Fontrieu                | autre nom menhir du Prat de Sordi                                          |                                                                        |                                                                              |                                                   |
| Menhir de la Tour                          | Fontrieu                | autre nom menhir de Rouquisses                                             |                                                                        | 43° 39′ 56″ N, 2° 30′ 47″ E                                                  |                                                   |
| Polissoir de Ferrières                     | Fontrieu                |                                                                            |                                                                        | 43° 41′ 29″ N, 2° 28′ 25″ E                                                  |                                                   |
| Statue-menhir de Cambous                   | Fontrieu                |                                                                            | Inscrit MH (2019)                                                      | copie : 43° 40′ 21″ N, 2° 33′ 30″ E                                          |                                                   |
| Statue-menhir de Lounguecamp               | Fontrieu                |                                                                            |                                                                        |                                                                              |                                                   |
| Statue-menhir de Planissart                | Fontrieu                |                                                                            |                                                                        | 43° 40′ 04″ N, 2° 28′ 16″ E                                                  |                                                   |
| Statue-menhir de la Soulière               | Fontrieu                |                                                                            | Inscrit MH (2019)                                                      | 43° 40′ 43″ N, 2° 33′ 01″ E                                                  |                                                   |
| Statue-menhir du Teil                      | Fontrieu                | autre nom statue-menhir d'Al Faux                                          | Inscrit MH (2019)                                                      | 43° 41′ 07″ N, 2° 34′ 18″ E                                                  |                                                   |
| Dolmen du Crouzet                          | Labastide-Rouairoux     |                                                                            |                                                                        |                                                                              |                                                   |
| Dolmen du Plo de Laganthe                  | Labastide-Rouairoux     | autre nom dolmen de la Gante                                               | Classé MH (1889)                                                       | 43° 29′ 49″ N, 2° 39′ 08″ E                                                  |                                                   |
| Menhir du Prat de la Bolo                  | Labastide-Rouairoux     |                                                                            |                                                                        | enterré                                                                      |                                                   |
| Menhir du Faydas                           | Labastide-Rouairoux     | autre nom menhir de la Crosse n°2,                                         |                                                                        | 43° 30′ 27″ N, 2° 36′ 36″ E                                                  |                                                   |
| Menhirs de la Gante                        | Labastide-Rouairoux     | 4 menhirs                                                                  |                                                                        |                                                                              |                                                   |
| Dolmen de Lacombe                          | Laboutarie              |                                                                            |                                                                        |                                                                              |                                                   |
| Deux Sœurs                                 | Lacabarède              | 2 menhirs                                                                  |                                                                        | 43° 28′ 12″ N, 2° 34′ 37″ E                                                  |                                                   |
| Menhir de Cannac                           | Lacaune                 |                                                                            |                                                                        |                                                                              |                                                   |
| Menhir de Sagnens                          | Lacaune                 |                                                                            |                                                                        |                                                                              |                                                   |
| Peyro-Lebado                               | Lacaune                 | autres noms statue-menhir de la Pierre plantée, de Thioys                  | Classé MH (1883)                                                       | 43° 42′ 44″ N, 2° 43′ 34″ E                                                  | Peyro-Lebado                                      |
| Pierres du Rascas                          | Lacaune                 | 2 menhirs incertains                                                       |                                                                        |                                                                              |                                                   |
| Statue-menhir de la Barraque des Fournials | Lacaune                 |                                                                            |                                                                        | déplacée devant le Musée de Rieumontagné à Nages 43° 38′ 57″ N, 2° 46′ 39″ E | Statue-menhir de la Barraque des Fournials        |
| Statue-menhir de Frescaty                  | Lacaune                 |                                                                            | conservée au siège de la Société archéologique du Midi de la France    |                                                                              |                                                   |
| Statue-menhir de Granisse                  | Lacaune                 |                                                                            | Inscrit MH (2019)                                                      | 43° 42′ 29″ N, 2° 41′ 25″ E                                                  |                                                   |
| Statue-menhir de Montalet                  | Lacaune                 |                                                                            |                                                                        |                                                                              |                                                   |
| Statue-menhir du Puech de Naudène          | Lacaune                 | autre nom Statue-menhir de Haute Vergne                                    |                                                                        | 43° 43′ 13″ N, 2° 44′ 41″ E                                                  | Statue-menhir de Haute-Vergne                     |
| Statue-menhir de Sagnaussel                | Lacaune                 |                                                                            |                                                                        |                                                                              |                                                   |
| Statue-menhir du Trou de l'Avenc           | Lacaune                 | autre nom Menhir de Laucate                                                | brisée en deux parties                                                 | déplacée 43° 42′ 23″ N, 2° 41′ 23″ E                                         | Fragment supérieur de la statue-menhir de Laucate |
| Statue-menhir des Vidals                   | Lacaune                 |                                                                            | conservée au Parc de Lunaret                                           |                                                                              |                                                   |
| Menhir de La Croix-de-Guior                | Lacrouzette             |                                                                            |                                                                        | 43° 39′ 31″ N, 2° 21′ 52″ E                                                  |                                                   |
| Menhir des Rivals                          | Lagardiolle             |                                                                            |                                                                        | 43° 30′ 43″ N, 2° 05′ 34″ E                                                  |                                                   |
| Toumbo des Giants                          | Larroque                | autre nom : dolmen de Mespel ou du Rouzet                                  | détruit                                                                |                                                                              |                                                   |
| Statue-menhir du Bouscadié                 | Lasfaillades            | autre nom Pierre de la Bouscadié                                           |                                                                        | 43° 33′ 01″ N, 2° 29′ 55″ E                                                  | Statue-menhir du Bouscadié                        |
| Dolmen de Saladis                          | Marnaves                |                                                                            |                                                                        |                                                                              |                                                   |
| Dolmens de Rivet                           | Marnaves                | 2 dolmens, appelés aussi Dolmens du Mas l'Homp                             |                                                                        |                                                                              |                                                   |
| Menhir de Duganaoud                        | Le Masnau Massuguiès    | autre nom Pierre de Manilève menhir incertain                              |                                                                        | 43° 48′ 22″ N, 2° 30′ 12″ E                                                  |                                                   |
| Menhir des Prats                           | Mazamet                 |                                                                            |                                                                        | 43° 29′ 36″ N, 2° 25′ 17″ E                                                  |                                                   |
| Pierre plantée d'Hautpoul                  | Mazamet                 |                                                                            |                                                                        | 43° 28′ 11″ N, 2° 23′ 08″ E                                                  |                                                   |
| Dolmen de Grezelles                        | Milhars                 |                                                                            | ruiné                                                                  |                                                                              |                                                   |
| Dolmen du Roc de la Vierge                 | Milhars                 | autre nom Dolmen du Pech de Blazy                                          |                                                                        | 44° 06′ 38″ N, 1° 53′ 17″ E                                                  |                                                   |
| Statues-menhirs de la Jasse du Terral      | Miolles                 | 2 statues-menhirs                                                          | Inscrit MH (2019)                                                      | conservées au musée communal de Miolles                                      |                                                   |
| Tumulus de la Moutette                     | Mirandol-Bourgnounac    |                                                                            |                                                                        |                                                                              |                                                   |
| Croix de Salvetat                          | Monestiés               | autres noms Menhir des Gazets, Crotz grossa menhir christianisé            | Classé MH (1981)                                                       | 44° 07′ 06″ N, 2° 05′ 57″ E                                                  | Croix de Salvetat                                 |
| Statue-menhir de Darnis                    | Montirat                |                                                                            |                                                                        |                                                                              |                                                   |
| Menhir de la Trivalle                      | Moulin-Mage             |                                                                            |                                                                        |                                                                              |                                                   |
| Statue-menhir du Vacant de Rieuvel         | Moulin-Mage             | autres noms menhir de Peyro Plano                                          | Inscrit MH (2019)                                                      | 43° 43′ 44″ N, 2° 44′ 58″ E                                                  | Statue-menhir du Vacant de Rieuviel               |
| Statues-menhirs de Rieuvel                 | Moulin-Mage             | 2 statues-menhirs                                                          | Inscrit MH (2019)                                                      | 43° 43′ 14″ N, 2° 45′ 37″ E 43° 43′ 06″ N, 2° 45′ 27″ E                      | Statue-menhir de Rieuvel n°1                      |
| Dolmen de Castelsec                        | Murat-sur-Vèbre         |                                                                            |                                                                        | 43° 40′ 21″ N, 2° 50′ 31″ E                                                  |                                                   |
| Dolmen de Lagarde                          | Murat-sur-Vèbre         | autres noms dolmen du Devès de Félines, dolmen de Félines                  |                                                                        | 43° 41′ 04″ N, 2° 50′ 36″ E                                                  | Dolmen de Lagarde                                 |
| Menhir de Candoubre                        | Murat-sur-Vèbre         |                                                                            |                                                                        | déplacé dans le bourg de Murat-sur-Vèbre,                                    |                                                   |
| Menhir de Castelsec                        | Murat-sur-Vèbre         | autre nom menhir des Recs                                                  |                                                                        |                                                                              |                                                   |
| Menhir de Montaigut                        | Murat-sur-Vèbre         |                                                                            |                                                                        | 43° 41′ 16″ N, 2° 52′ 16″ E                                                  |                                                   |
| Menhir de Paumerou                         | Murat-sur-Vèbre         | autre nom menhir de la Grange                                              |                                                                        | 43° 40′ 39″ N, 2° 49′ 17″ E                                                  |                                                   |
| Menhir des Parrots                         | Murat-sur-Vèbre         | autres noms menhir de Boissezon, menhir du Champ des Marty                 |                                                                        | 43° 41′ 16″ N, 2° 54′ 20″ E                                                  | Menhir des Parrots                                |
| Menhir du Pré du Roi                       | Murat-sur-Vèbre         |                                                                            |                                                                        | 43° 40′ 43″ N, 2° 49′ 59″ E                                                  |                                                   |
| Statue-menhir des Arribats                 | Murat-sur-Vèbre         |                                                                            |                                                                        | perdue ?                                                                     |                                                   |
| Statue-menhir de La Bessière               | Murat-sur-Vèbre         |                                                                            |                                                                        | musée Fenaille à Rodez                                                       |                                                   |
| Statue-menhir de Candoubre                 | Murat-sur-Vèbre         |                                                                            | Inscrit MH (2019)                                                      |                                                                              |                                                   |
| Statue-menhir du col des Saints            | Murat-sur-Vèbre         |                                                                            | Inscrit MH (2019)                                                      | copie : 43° 39′ 41″ N, 2° 51′ 53″ E                                          | Statue-menhir col des Saints (copie)              |
| Statue-menhir de la Combo del Triby        | Murat-sur-Vèbre         |                                                                            | détruite,                                                              |                                                                              |                                                   |
| Statue-menhir du Devès de Félines          | Murat-sur-Vèbre         |                                                                            | conservée au centre d'interprétation des mégalithes                    |                                                                              |                                                   |
| Statue-menhir de Fabet                     | Murat-sur-Vèbre         |                                                                            |                                                                        |                                                                              |                                                   |
| Statue-menhir des Favarels                 | Murat-sur-Vèbre         |                                                                            | Inscrit MH (2019)                                                      |                                                                              |                                                   |
| Statue-menhir de la Landette               | Murat-sur-Vèbre         |                                                                            | Inscrit MH (2019)                                                      |                                                                              |                                                   |
| Statue-menhir de Lubio                     | Murat-sur-Vèbre         | autre nom statue-menhir de la Ferrière                                     |                                                                        | 43° 41′ 13″ N, 2° 48′ 39″ E                                                  |                                                   |
| Statue-menhir de Malvielle                 | Murat-sur-Vèbre         |                                                                            | Inscrit MH (2019)                                                      | 43° 42′ 52″ N, 2° 48′ 37″ E                                                  | Statue-menhir de Malvielle                        |
| Statue-menhir du Moulin de Loat            | Murat-sur-Vèbre         |                                                                            | Inscrit MH (2019)                                                      |                                                                              | Statue-menhir du Moulin de Loat                   |
| Statue-menhir de Paillemalbiau             | Murat-sur-Vèbre         | autre nom statue-menhir de Camp-Grand                                      | Inscrit MH (2019)                                                      | 43° 43′ 36″ N, 2° 51′ 52″ E                                                  | Statue-menhir de Paillemalbiau                    |
| Statue-menhir de Ténezole                  | Murat-sur-Vèbre         |                                                                            |                                                                        | conservée au centre d'interprétation des mégalithes à Murat-sur-Vèbre        |                                                   |
| Statues-menhirs du Plos                    | Murat-sur-Vèbre         | 2 statues-menhirs                                                          | Musée Toulouse-Lautrec (statue n°1)                                    | Statue n°2: 43° 42′ 47″ N, 2° 50′ 23″ E                                      | Statue-menhir du Plos n°2                         |
| Menhirs de Trédos                          | Nages                   | 2 menhirs                                                                  | brisés                                                                 |                                                                              |                                                   |
| Statue-menhir de Lous Prats                | Nages                   |                                                                            |                                                                        |                                                                              |                                                   |
| Statue-menhir de Naujac                    | Nages                   |                                                                            |                                                                        | 43° 38′ 23″ N, 2° 46′ 50″ E                                                  |                                                   |
| Statue-menhir de Rouyregros                | Nages                   |                                                                            | Inscrit MH (2019)                                                      | 43° 39′ 00″ N, 2° 45′ 21″ E                                                  |                                                   |
| Statue-menhir de la Serre                  | Nages                   |                                                                            |                                                                        |                                                                              |                                                   |
| Statue-menhir de Triby                     | Nages                   | autre nom statue-menhir de Fabié                                           | Inscrit MH (2019)                                                      | 43° 37′ 54″ N, 2° 47′ 32″ E                                                  |                                                   |
| Statues-menhirs de Rouvières               | Nages                   | 2 statues-menhirs                                                          | conservées au musée de Rieumontagné                                    |                                                                              |                                                   |
| Dolmen de la Devèze de Barsalès            | Penne                   |                                                                            |                                                                        |                                                                              |                                                   |
| Dolmen de la Forêt de la Garrigue          | Penne                   | autres noms Dolmen de la Barraque 2 ou Dolmen de l'Agard                   |                                                                        |                                                                              |                                                   |
| Dolmen de Martre de Bel Air                | Penne                   | autre nom Dolmen du Pech de Fournès                                        | ruiné                                                                  |                                                                              |                                                   |
| Dolmen de Pech Moureau                     | Penne                   |                                                                            | ruiné                                                                  |                                                                              |                                                   |
| Dolmen de Peyroulié-Nord                   | Penne                   | Autre nom : Dolmen de Lautanel                                             | pratiquement détruit                                                   |                                                                              |                                                   |
| Dolmen des Alberts                         | Penne                   |                                                                            | ruiné                                                                  | 44° 05′ 16″ N, 1° 42′ 53″ E                                                  |                                                   |
| Dolmen des Suquets                         | Penne                   |                                                                            | ruiné                                                                  |                                                                              |                                                   |
| Dolmen du Pech de Montgrès                 | Penne                   |                                                                            |                                                                        | 44° 06′ 40″ N, 1° 41′ 18″ E                                                  |                                                   |
| Dolmen du Senchet                          | Penne                   | autre nom Dolmen de la Barraque                                            | détruit en 1975,                                                       |                                                                              |                                                   |
| Menhir de Saint-Paul de Mamiac             | Penne                   |                                                                            | Menhir douteux                                                         | 44° 03′ 51″ N, 1° 43′ 39″ E                                                  |                                                   |
| Tombeau des Géants                         | Penne                   | autre nom Dolmen de Las Bories                                             | ruiné                                                                  | 44° 03′ 13″ N, 1° 43′ 26″ E                                                  |                                                   |
| Pierre de Montlédier                       | Pont-de-Larn            | menhir probable                                                            |                                                                        |                                                                              |                                                   |
| Statues-menhirs de Sagne Marty             | Pont-de-Larn            | 2 statues-menhirs                                                          | Inscrit MH (2019)                                                      | 43° 32′ 47″ N, 2° 25′ 31″ E 43° 32′ 47″ N, 2° 25′ 34″ E                      |                                                   |
| Pierre du Cros Bas                         | Rouairoux               | menhir probable                                                            |                                                                        |                                                                              |                                                   |
| Pierre des Pontels                         | Rouairoux               | menhir probable                                                            |                                                                        |                                                                              |                                                   |
| Pierre des Pradels-Hauts                   | Rouairoux               | menhir probable                                                            |                                                                        |                                                                              |                                                   |
| Dolmen de Peyroseco,                       | Roussayrolles           |                                                                            |                                                                        | 44° 06′ 28″ N, 1° 49′ 34″ E                                                  |                                                   |
| Menhir des Amalrics                        | Saint-Amans-Soult       | remploi comme socle d'un calvaire                                          |                                                                        | 43° 28′ 03″ N, 2° 29′ 57″ E                                                  |                                                   |
| Peyre-Pause                                | Saint-Amans-Soult       | menhir                                                                     |                                                                        | 43° 28′ 58″ N, 2° 27′ 56″ E                                                  |                                                   |
| Menhir du Roucan                           | Saint-Amans-Valtoret    |                                                                            |                                                                        | 43° 29′ 43″ N, 2° 30′ 39″ E                                                  |                                                   |
| Peyres Plantades de Montalbo               | Saint-Amans-Valtoret    | 2 menhirs                                                                  |                                                                        |                                                                              |                                                   |
| Pierre du Ravet                            | Saint-Amans-Valtoret    | menhir probable                                                            |                                                                        |                                                                              |                                                   |
| Dolmen de La Mothe                         | Saint-Beauzile          | autres noms : dolmen de Ginibrières, dolmen de Blanc                       |                                                                        |                                                                              |                                                   |
| Dolmens de la Fage                         | Saint-Beauzile          | 2 dolmens                                                                  |                                                                        | 44° 02′ 35″ N, 1° 47′ 39″ E 44° 02′ 34″ N, 1° 47′ 42″ E                      |                                                   |
| Peyro Loungo                               | Sainte-Cécile-du-Cayrou | dolmen                                                                     |                                                                        |                                                                              |                                                   |
| Dolmen de Saint-Paul                       | Sainte-Cécile-du-Cayrou |                                                                            | Classé MH (1889)                                                       | 43° 59′ 37″ N, 1° 49′ 05″ E                                                  |                                                   |
| Statue-menhir des Combarels                | Saint-Salvi-de-Carcavès |                                                                            | Inscrit MH (2019)                                                      |                                                                              |                                                   |
| Statue-menhir de Puech Réal                | Saint-Salvi-de-Carcavès | autre nom statue-menhir du Tougnétou                                       | conservée au Musée d'Archéologie nationale                             |                                                                              |                                                   |
| Statues-menhirs des Ouvradous              | Saint-Salvi-de-Carcavès | 3 statues-menhirs                                                          | Inscrit MH (2019)                                                      | 43° 47′ 49″ N, 2° 34′ 54″ E                                                  |                                                   |
| Menhir des Combalets                       | Saussenac               |                                                                            |                                                                        |                                                                              |                                                   |
| Menhir de Saint Consuls                    | Sorèze                  |                                                                            |                                                                        | disparu                                                                      |                                                   |
| Menhirs des Lattes                         | Sorèze                  | autre nom menhirs des Azémars                                              |                                                                        |                                                                              |                                                   |
| Stèle du Montagnet                         | Sorèze                  |                                                                            |                                                                        | 43° 25′ 29″ N, 2° 05′ 45″ E                                                  |                                                   |
| Dolmen du Peyrou                           | Tonnac                  |                                                                            |                                                                        | 44° 04′ 19″ N, 1° 51′ 43″ E                                                  |                                                   |
| Dolmen du Nougayrol                        | Trévien                 | autres noms dolmen de la Roucarié, dolmen du Prat, dolmen de la Peyrade    |                                                                        | 44° 05′ 06″ N, 2° 07′ 37″ E                                                  |                                                   |
| Dolmen du Gouty                            | Valderiès               | autre nom Peyre-Levade du Puy Saint-Georges                                | Classé MH (1960)                                                       | 44° 00′ 59″ N, 2° 16′ 08″ E                                                  | Dolmen du Gouty                                   |
| Alignement de Grèzes                       | Vaour                   |                                                                            | disparu                                                                |                                                                              |                                                   |
| Dolmen de Peyrelevade                      | Vaour                   | autres noms dolmen de la Jayantière, dolmen de Vaour                       | Classé MH (1889)                                                       | 44° 05′ 23″ N, 1° 48′ 21″ E                                                  |                                                   |
| Dolmen de Saint-Pierre                     | Le Verdier              | autres noms dolmen de Jourdes, Peyra Levada                                |                                                                        | 44° 00′ 35″ N, 1° 49′ 58″ E                                                  |                                                   |
| Statue-menhir du Bon Espoir                | Viane                   |                                                                            | Inscrit MH (2019)                                                      |                                                                              |                                                   |
| Statues-menhirs du Puget                   | Viane                   | 2 statues-menhirs                                                          | Inscrit MH (2019)                                                      | conservées au centre d'interprétation des mégalithes                         |                                                   |
| Menhir de Sainte-Carissime                 | Vieux                   | autre nom Peire Lebade                                                     | Classé MH (1977)                                                       | 43° 59′ 21″ N, 1° 51′ 49″ E                                                  |                                                   |
| Dolmen de la Gazelle                       | Vindrac-Alayrac         | autre nom dolmen du Pompidou                                               |                                                                        |                                                                              |                                                   |
| Menhirs de Curade                          | Vindrac-Alayrac         | autre nom menhirs de Las Très Bolos 2 menhirs                              |                                                                        |                                                                              |                                                   |